# Miriam Ginestier
Miriam Ginestier (née en 1968) est une commissaire canadienne de performances interdisciplinaires résidant et travaillant à Montréal, au Québec. 
Elle est surtout connue pour son travail comme directrice générale et artistique du Studio 303, un centre de danse et d'arts interdisciplinaires de Montréal. En 1994, elle co-fonde le festival féministe de performance expérimentale Edgy Women, avec Karen Bernard et Paul Caskey,,.
Miriam contribue à la communauté créative de Montréal par son approche artistique en matière de commissariat et de production. En plus des activités et des performances publiques, les événements de Ginestier tendent à créer une communauté où des personnes d'horizons divers se rencontrent et partagent des points de vue, rassemblant diverses formes de féminismes. 
Ginestier était aussi responsable de la tenue des soirées dansantes lesbiennes mensuelles, Meow Mix (1997-2012), où elle était également DJ, ainsi que des cabarets saphiques annuels Le Boudoir (1994-2006). 
Son travail d’organisatrice indépendante d’événements culturels pour la communauté lesbienne lui a valu le prix Arc-en-ciel en août 2003.
Miriam s'est également produite sur scène et dans des films expérimentaux, notamment dans le rôle de son l'alter ego flapper, Fannie Nipplebottom. 

## Implications

### Commissariat[9]
- 1994-2016 : Festival Edgy Women
- 1994-2006 : Le Boudoir Cabaret saphique
- 1997-2012 : Soirées Meow Mix
- 2012-en cours : Cabaret Tollé
- 2016-en cours : Camp de performance queer